# مل پاتون
مل پاتون (انگلیسی: Mel Patton؛ ۱۶ نوامبر ۱۹۲۴ – ۹ مه ۲۰۱۴) دونده دو سرعت اهل ایالات متحده آمریکا بود.